# Hocartite
La hocartite è un minerale.